# Centre météorologique régional spécialisé cyclones de La Réunion
Le Centre météorologique régional spécialisé cyclones de La Réunion (CMRS La Réunion) est un centre météorologique régional de l'Organisation météorologique mondiale (OMM) installé sur l'île de La Réunion, un département d'outre-mer français au large de l'Afrique de l'Est. Placé sous la responsabilité de Météo-France, il est chargé de la surveillance des cyclones tropicaux dans le centre et le sud-ouest de l'océan Indien entre l'archipel des Chagos et le sud de Madagascar.

## Histoire

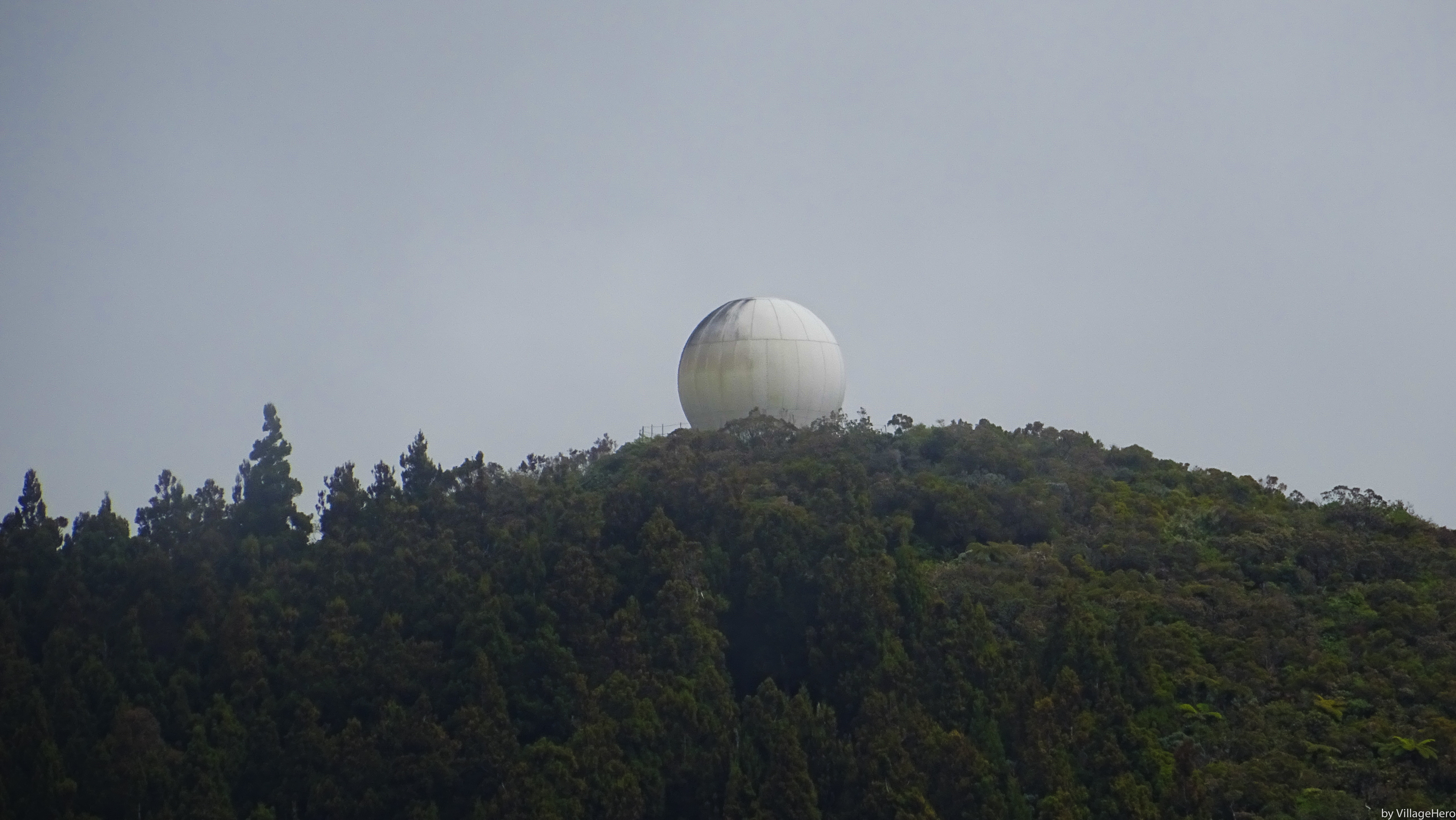
Radar météorologique au Piton de Villers couvrant le sud de La Réunion.

En 1986, un expert australien, consultant pour le Secrétariat de l'OMM, fut chargé de l'élaboration d'une proposition de projet pour la création d'un centre régional qui fut soumis l'année suivante au Comité des Cyclones Tropicaux (CCT) tenue à Antananarivo (Madagascar). Le rapport recommanda la création d'un Centre Météorologique Régional Spécialisé (CMRS) à Saint-Denis de La Réunion et de deux centres sous-régionaux à Maurice (Vacoas) et à Madagascar (Antananarivo),.
En 1988, la France s'engagea formellement à remplir et mettre en œuvre les 25 obligations nécessaires à la création d'un CMRS et en 1989, lors de sa 9e session tenue à Harare (Zimbabwe), le Comité des Cyclones Tropicaux décida de constituer un Centre Régional d'Avis de Cyclones Tropicaux (CRACT) comme suggéré mais cette décision ne fut toutefois pas reconnue par l'instance régionale de l'OMM pour l'Afrique, faute d'avoir été entérinée par la Commission des Systèmes de Base de l'OMM (CSB),.
En décembre 1990, lors de sa 10e session tenue à Bamako, l'Association régionale proposa officiellement que Saint-Denis de La Réunion soit désigné pour recevoir le futur CMRS, sous réserve que le Centre de La Réunion fasse préalablement la démonstration de ses capacités. En 1991, un groupe d'experts évalua les performances du futur centre et en juillet 1992, dans son rapport circonstancié, il jugea que le Centre de La Réunion était apte à être désigné comme CMRS,.
En novembre 1992, lors la 10e session de la CSB (Commission des Systèmes de Base de l'OMM) à Genève valida les conclusions de ce rapport et recommanda de désigner officiellement le Centre régional d'avis de cyclones tropicaux de La Réunion, comme CMRS spécialisé dans les cyclones tropicaux pour le Sud-Ouest de l'océan Indien. En juin suivant, le Conseil Exécutif de l'Organisation Météorologique Mondiale entérina cette proposition avec prise d'effet au 1er juillet 1993,.
Depuis 1998, la Cellule de Recherche sur les Cyclones (CRC) travaille sur l'adaptation des modèles de prévision numérique du temps aux phénomènes cycloniques. En 2006, la CRC a intégré le « Laboratoire de l'atmosphère et des cyclones » avec le CNRS, l'université de La Réunion et Météo-France,.
Le responsable de la partie opérationnelle du CMRS a été Philippe Caroff durant 25 ans jusqu'en 2023,.

## Zone de responsabilité
La zone de responsabilité officielle du CMRS de La Réunion couvre les eaux tropicales et subtropicales du sud-ouest de l'océan Indien. La zone couvrait initialement de 5°S à 30°S, depuis 90°E jusqu'à l'Afrique (30°E), incluant le canal du Mozambique. En 2003, elle fut élargie pour s'étendre de l’équateur à 40° de latitude Sud.

## Mission
La mission du CMRS est de suivre les cyclones tropicaux dans le bassin océanique désigné, d'élaborer et la diffuser les informations sur ces systèmes, et de prévenir les populations et intérêts maritimes ou aériens de leur approche. Ces informations, incluant analyses et prévisions sont contenues dans différents bulletins :
- Une fois par jour durant toute l'année : émettre un bulletin de suivi de l'activité météorologique dans le domaine tropical (ZCIT) qui comporte une analyse argumentée de la situation météorologique, de son évolution prévue et du risque de formation d'une dépression tropicale (cyclogénèse tropicale) au cours des cinq prochains jours ;
- En cas d'activité cyclonique en cours sur le bassin : émettre différents types de bulletins de 1 à 4 fois par jour selon les besoins aux heures dites « synoptiques» à 00, 06, 12 et 18 heures UTC pour les utilisateurs maritimes et publics.

Le CMRS fournit aussi ces données aux 15 pays membres de la zone (Afrique du Sud, Botswana, Comores, France, Kenya, Lesotho, Madagascar, Malawi, île Maurice, Mozambique, Namibie, Seychelles, Swaziland, Tanzanie, Zimbabwe). Finalement, le CMRS a également un rôle de formation et de recherche,.